# Берчигер, Давид
Дави́д Бе́рчигер (нем. David Bärtschiger) — швейцарский кёрлингист.

## Достижения
- Чемпионат Швейцарии по кёрлингу среди юниоров: золото (2009), серебро (2010[2]).

## Команды
| Сезон | Четвёртый      | Третий       | Второй      | Первый         | Запасной                                  | Турниры                       |
| ----- | -------------- | ------------ | ----------- | -------------- | ----------------------------------------- | ----------------------------- |
| 2009  | Давид Берчигер | Марк Пфистер | Клаудио Пец | Энрико Пфистер | Roger Meier (ЧМЮ) тренер: Michael Bosiger | ЧШЮ 2009 · ЧМЮ 2009 (6 место) |
| 2010  | Давид Берчигер | Марк Пфистер | Roger Meier | Энрико Пфистер | тренеры: Анита Ягги, Michael Bosiger      | ЧШЮ 2010                      |

(скипы выделены полужирным шрифтом)